# インフィオラータ神戸

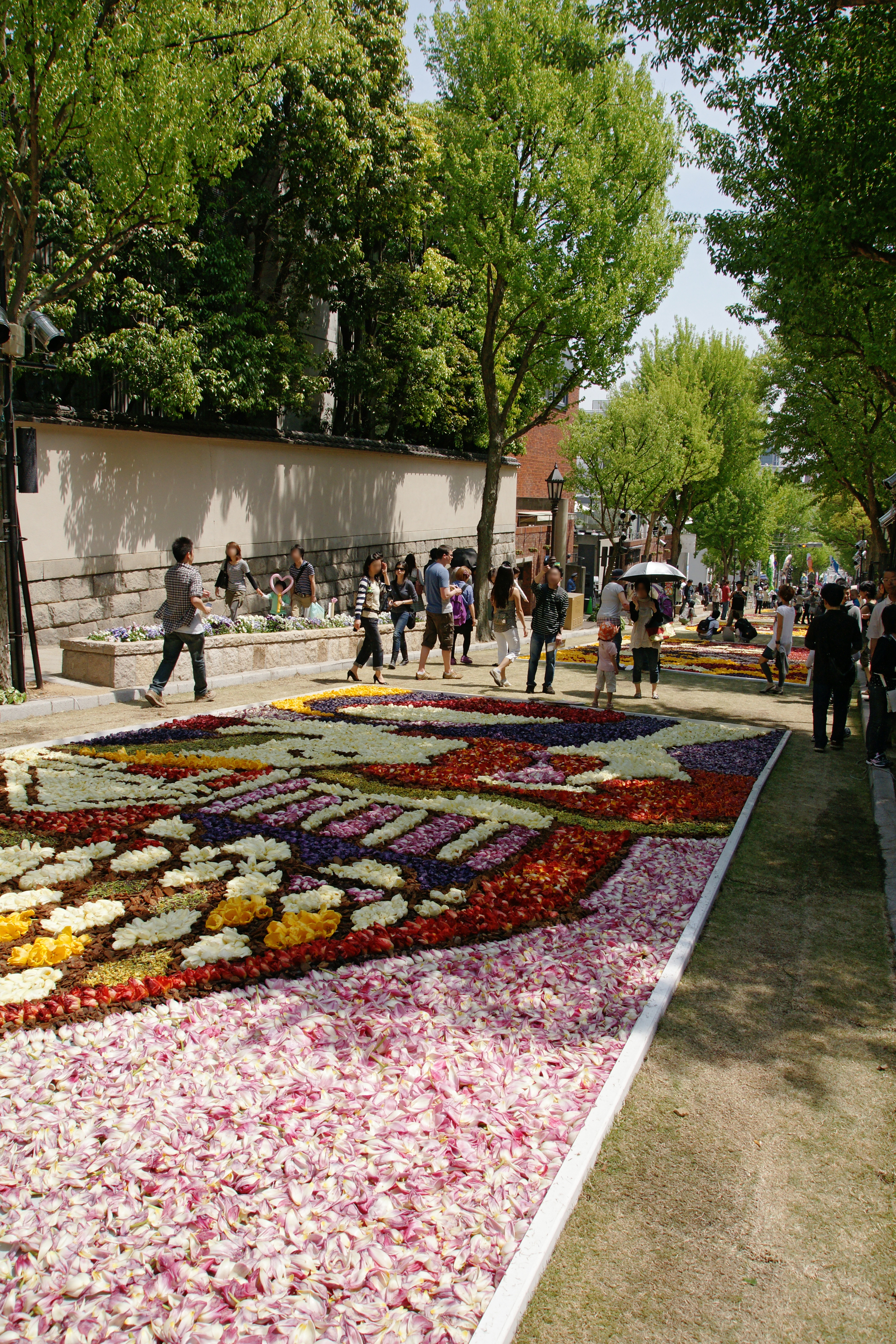
北野坂 2010

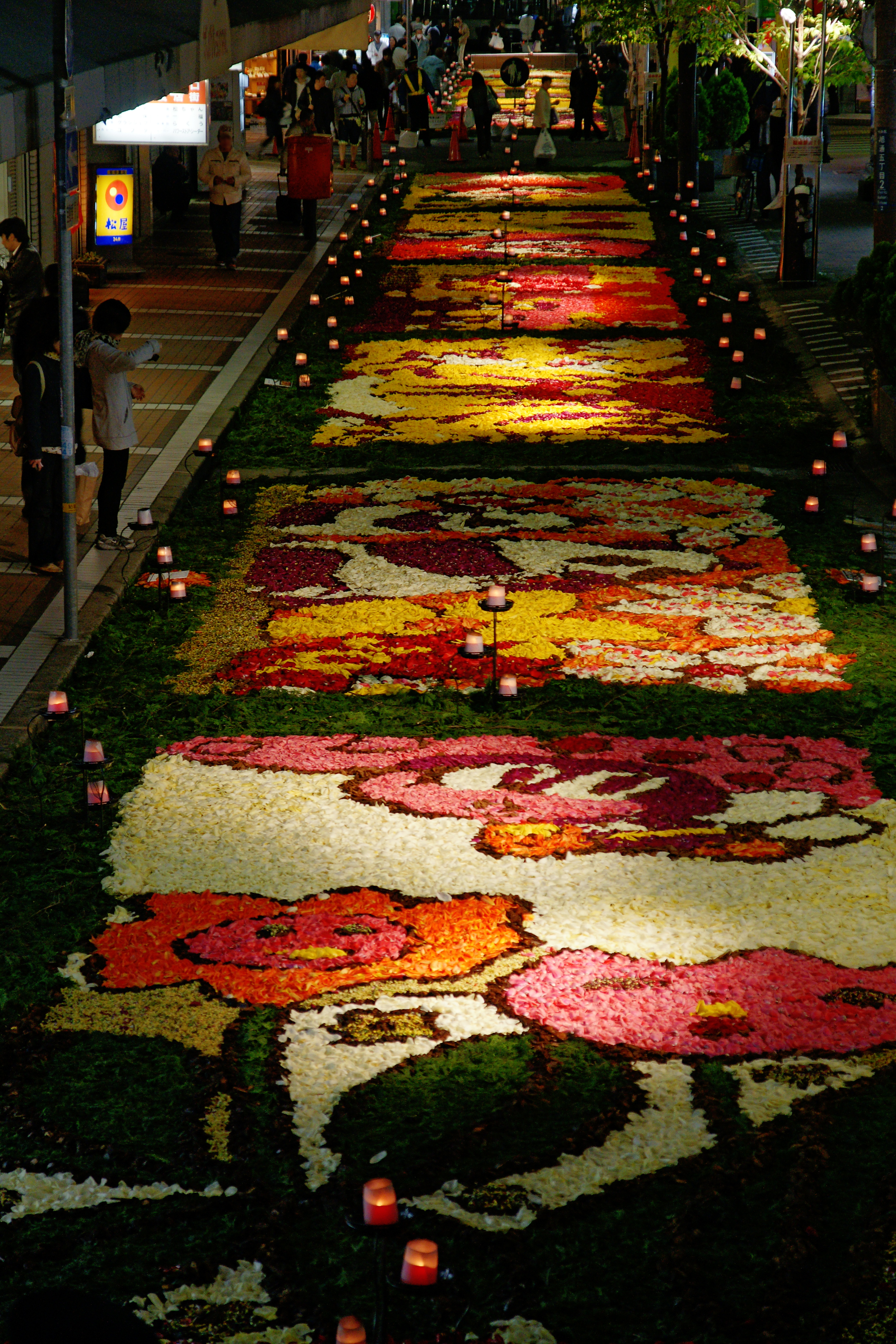
三宮 2010

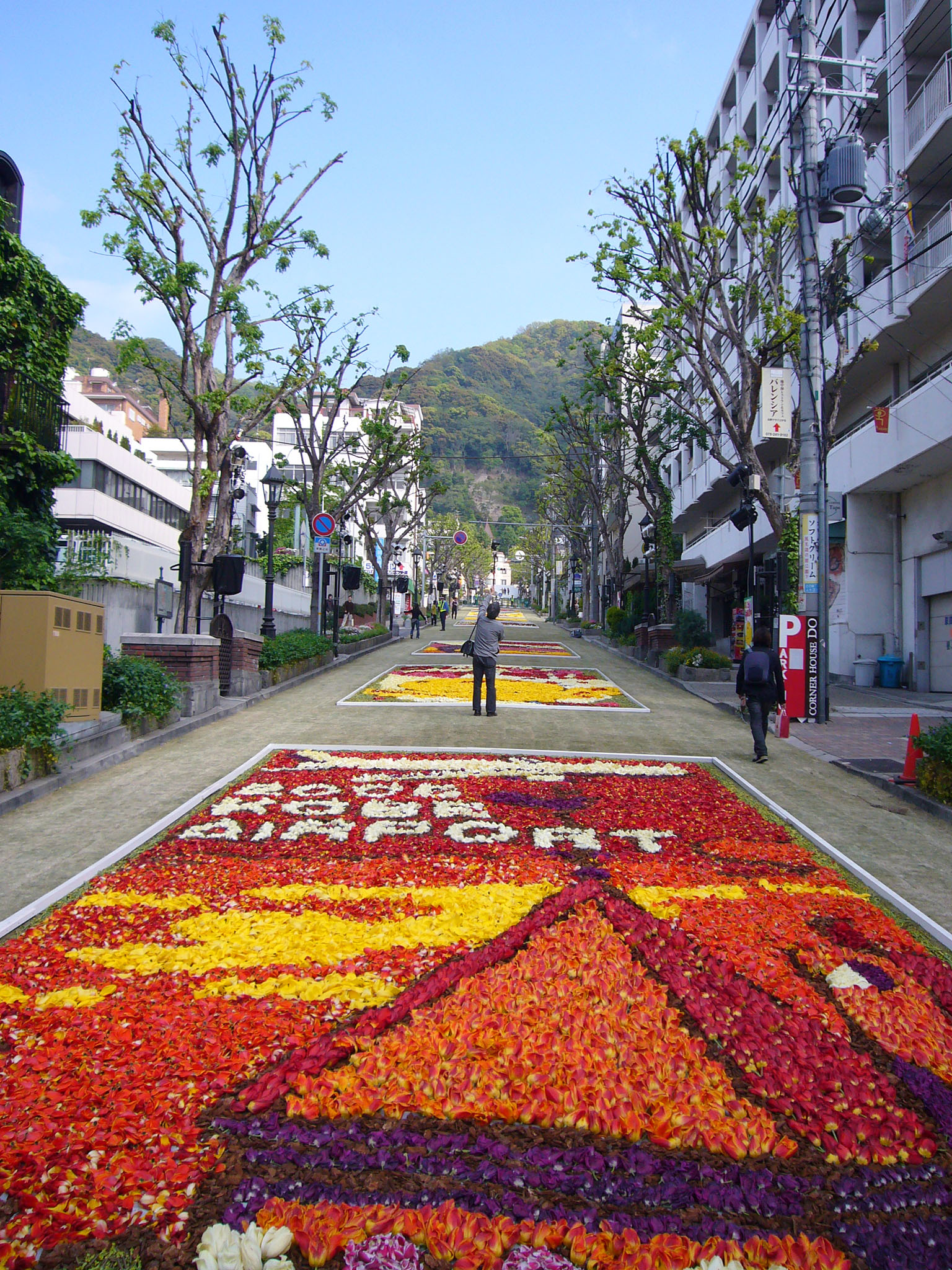
北野坂 2006

インフィオラータ神戸（インフィオラータこうべ、Infiorata kobe）は、阪神・淡路大震災犠牲者の鎮魂を目的とする祭典の一つ。
三宮東、北野坂ほか、神戸市内各所で行われる。

## 概要
道路や広場に花びらを敷き絵を描くもので起源はイタリア各地の祭礼インフィオラータ（it:Infiorata、イタリア語の直訳は「花を敷きつめる」）である。震災犠牲者の鎮魂と傷ついた人々の心を癒すために、まちを花で美しく彩りたいという思いの象徴として、イタリア、ローマ県ジェンツァーノ市のインフィオラータにヒントを得て、1997年から毎年4月に行われている。
三宮東会場にて1997年に初開催され、その後、神戸市内の会場に広がった。
使用する花びらは、球根栽培の際に不要となるチューリップの花びらで、富山県、新潟県の産地より送られてくる。
イタリア、ローマ県ジェンツァーノ市のインフィオラータは2世紀以上も前より開催されており、2004年からは、神戸と友好を深めている。
2006年には、スペインのオロタバ市が市制500周年記念事業として、「ワールドインフィオラータ」を開催。
世界のインフィオラータが一堂に集うインフィオラータに神戸チームも招待され、参加している。
第1回は三宮東会場にて神戸芸術工科大学が絵のデザインを行った。
第2回以降の花の絵は広報誌などによる一般公募で、それぞれの実施団体がその絵を決定する。
制作にはボランティアが中心となってあたり、市民参加型イベントである。
その後、長野県や横浜市など、日本各地にインフィオラータが広まっている。

## イベント
インフィオラータ神戸では、開催期間中に合わせて各種イベントを行うなど、来場者をもてなすために、コンサートやライブ、写真展、大道芸、ファーマーズマーケットなど多種多彩なイベントが行われている。

## 開催地
- 2007年開催地
  - 三宮東 - 三宮あじさい通り
  - 元町あなもん - 元町穴門商店街
  - 西元町 - 元町6丁目商店街
  - 北野坂 - 北野坂・ムーンプラザ
  - マリンピア神戸 - 三井アウトレットパーク マリンピア神戸

- 過去に開催したことのある場所
  - 垂水・舞子 - 舞子ヴィラ日本庭園
  - 六甲アイランド - リバーモール

## 関連記事
- 神戸ルミナリエ
- 神戸まつり